# Идринское
Идринское — село в Красноярском крае, административный центр Идринского района и Идринского сельсовета.

## География
Расположено на берегу реки Сыда в 120 км от железнодорожной станции Курагино (на линии Абакан — Саянская).

## История
Исторические факты говорят о том, что село это основали в 1736 году казаки Абаканского острога. Изучив курганы и менгиры, исследователи сделали вывод, что люди в этих землях селились издревле. А освоение этих мест русскими началось лишь в начале XVIII века. С древних времен жители этих земель занимались выращиванием зерновых культур и скота.

## Население
| 1939 | 1959  | 1970  | 1979  | 1989  | 2002  | 2010  |
| ---- | ----- | ----- | ----- | ----- | ----- | ----- |
| 4069 | ↗4911 | ↗5890 | ↘5517 | ↗6513 | ↘5585 | ↘5135 |

## Инфраструктура
В селе имеются краеведческий музей имени Н. Летягина.